# Tunnel Rotterdam Noordrand
De Tunnel Rotterdam Noordrand (ook wel Spoortunnel Zestienhoven) is een 4 kilometer lange spoortunnel in het noorden van Rotterdam, bij Rotterdam The Hague Airport. De tunnel maakt deel van de  HSL-Zuid.

## Route
De tunnel passeert enkele straten en gebouwen in de woonwijk Zestienhoven, in het Rotterdamse stadsdeel Overschie. De tunnel gaat vlak langs het vliegveld, maar er niet onderdoor. Hierbij passeert de tunnel de volgende straten:
- Teugeweg
- Soesterbergstraat
- Fairoaksbaan
- Woensdrechtstraat
- Xerxesweg
- Van der Duijn van Maasdamweg
- Tinbergenlaan
- Beekweg
- Albert Sabinhof
- Overschiese Kleiweg

## Bouwmethode
Het grootste gedeelte van de tunnel is volgens de openbouwputmethode geconstrueerd, maar het gedeelte langs Rotterdam Airport is, om hinder voor het vliegverkeer te voorkomen, met diepwanden gebouwd.
Omdat er zich ter hoogte van Rotterdam Airport een obstakelvrije zone van een kilometer lengte bevindt, kon daar, buiten een aantal nachtelijke uren, geen hoog materiaal worden gebruikt. Het vliegverkeer zou daar mogelijk hinder van kunnen ondervinden. De bouwmethode is voor deze zone daarom speciaal aangepast. Het maaiveld is in deze zone iets opgehoogd, zodat het grondwater de diepwandsleuven niet zou kunnen overstromen. Daarna zijn langs beide tunnelwanden geleidebalken aangelegd, die de graafmachine in een rechte lijn geleiden.
De diepwandsleuven zijn met speciale graafmachines gegraven en hebben een breedte die varieert van 80 centimeter tot 120 centimeter. Tijdens het graven zijn de sleuven gevuld met een bentonietmengsel dat voorkwam dat de sleuven instortten. Voor het inhijsen van de 30 meter hoge wapeningsnetten voor de diepwanden moest helaas wel gewerkt worden in de obstakelvrije zone. Daarom gebeurde dit steeds 's nachts. 5 dagen in de week is er elke nacht binnen 2 en een half uur een kraan opgebouwd, een net gehesen en de kraan weer afgebroken.
Om te voorkomen dat, ondanks de metersdikke ondervloer, het geheel toch zou kunnen opdrijven, staken de koppen van de heipalen een stuk boven de bodem uit. Het beton heeft zich hieraan gehecht, zodat het geheel zwaar genoeg werd om opdrijven te voorkomen. Na het storten moest het onderwaterbeton ongeveer twee weken uitharden, waarna de bouwkuip kon worden leeggepompt en schoongespoten.
Hierna is de wapening aangebracht en vervolgens de tunnelvloer, de zijwanden, de tussenwand en het dak. Door de heipalen mee te storten met de vloer, is er voldoende trek naar beneden ontstaan.
Ten slotte is de ruimte tussen de tunnelwand en de damwand aangevuld met grond en zijn de damwanden en stempels verwijderd. Als laatste is de kuip met grond aangevuld tot op maaiveldniveau.

## Foto's

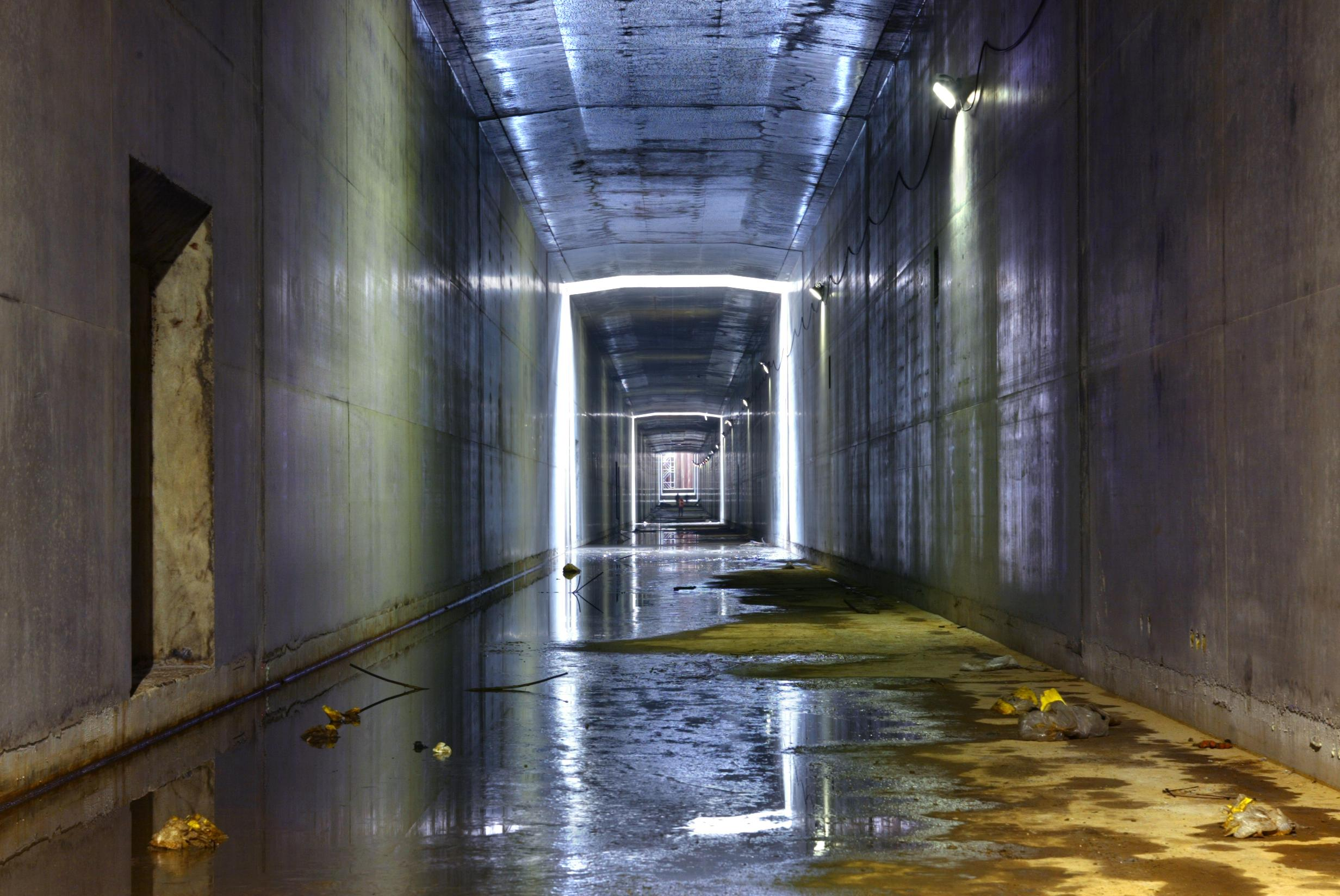
Ruwbouw binnenkant tunnelbuis
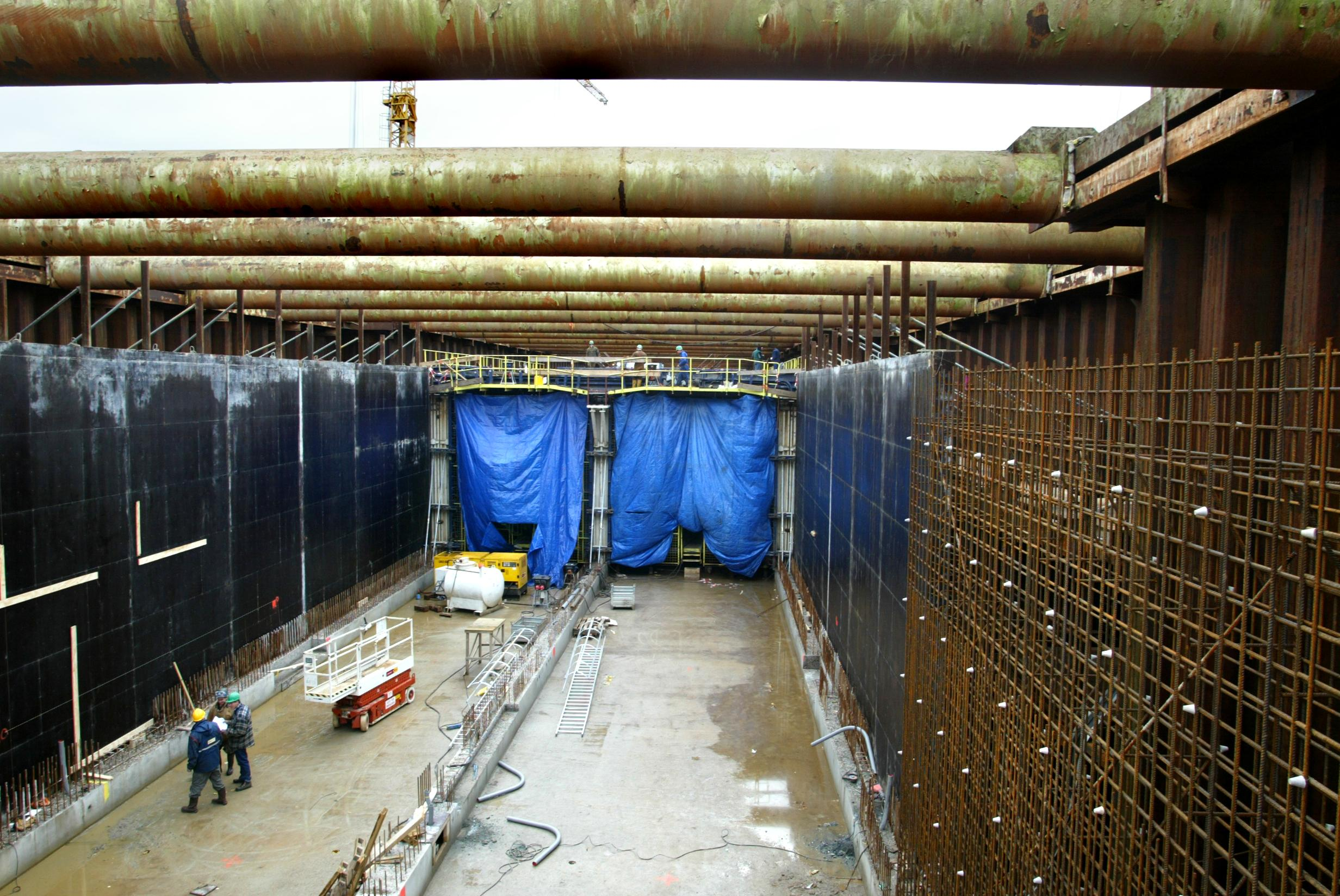
Onderkant tunnel klaar, zijwanden in aanbouw
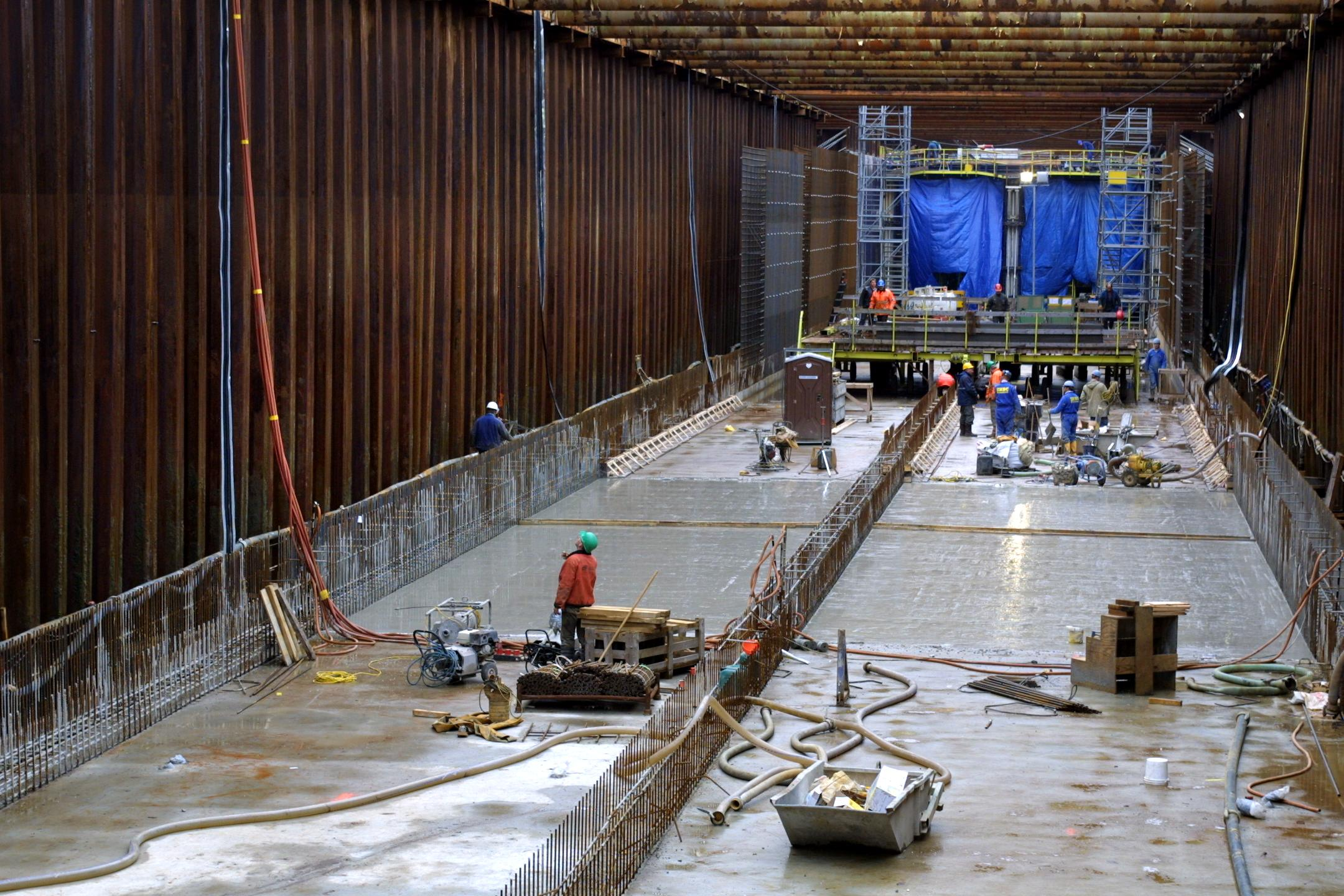
Beton storten vloer tunnelbuis